# Râs (act fiziologic)

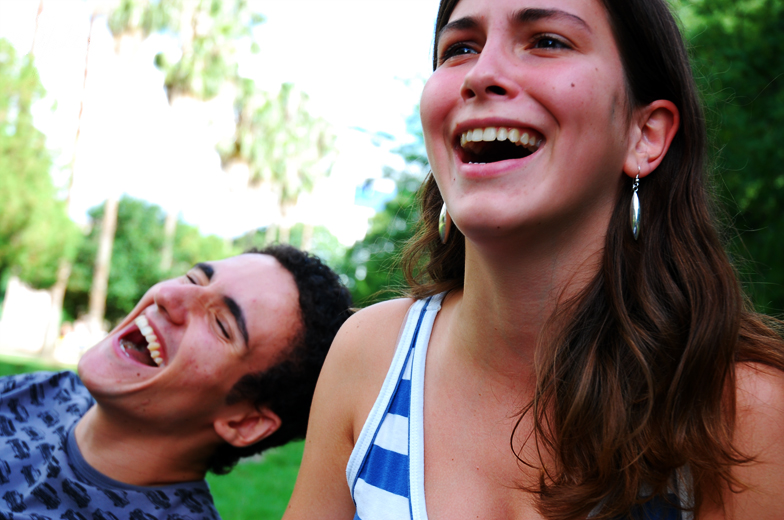
Femeie și bărbat râzând

Râsul este o formă de expresie a feței umane care exprimă veselie, fiind în corelație cu o serie de procese fiziologice. Este reacția normală a unui om sănătos la o situație comică, însoțită de o stare de relaxare după constatarea lipsei pericolului, sau conflictului fiind și o reacție de autoapărare față de senzația de teamă. Ramura științifică care se ocupă cu studiul râsului se numește gelotologie (grec. „gelos” = râs).

## Caracteristici sau trăsături ale râsului

### Sociale
În relațiile dintre oameni râsul poate exprima o formă de simpatie, înțelegere reciprocă, atenuarea conflictelor, necesare unei bune conviețuiri. Unii cercetători consideră râsul ca o formă de comunicare între oameni care a existat înaintea apariției vorbirii. Pentru a sprijini această teorie se ia considerare centrul râsului din creier care este mult mai vechi ca și centrul vorbirii.
De cele mai multe ori râsul este vesel, voios, dar poate fi și un râs sarcastic, ironic, răutăcios.

### Ca reflex
Râsul în mod obișnuit este un act involuntar, care este declanșat în creier prin sosirea impulsurilor senzitive, din centrul râsului sunt transmise impulsuri prin ramurile nervilor motori de contracție a musculaturii. Astfel se formează un arc reflex perfect, râsul poate fi până la un anumit grad întrerupt sau controlat prin autocontrol.
Râsul poate fi provocat și prin impulsuri senzitive transmise de la senzorii tactili ca gâdilatul, care dacă durează un timp mai îndelungat poate determina un râs convulsiv.

### Cainstrument
Ca o completare la caracteristica socială, râsul în afara rolului de a indica simpatie interlocutorului, râsul în cadrul unei grupe poate delimita grupa îndepărtând pe cei din afara grupei. Astfel din punct de vedere negativ un râs poate fi disprețuitor, dușmănos, amenințător, batjocoritor, umilitor, jignitor care este folosit ca o armă împotriva altora, în aceste cazuri se poate vorbi de rânjet. Pe când din punct de vedere pozitiv râsul poate salva anumite situații încordate un râs care dezarmează, îmbunează, împacă, apropie pe parteneri.
Caracter de afect teatralizare, ritualizare a râsului este caracteristică Europei de sud (Italia). 
Râsul ca instrument de ironizare a regimului deconducere, societății, moravurilor având un anumit ritual fiind acceptat de societate se realizează pe valea Rinului în perioada de carnaval, sau prin filme, spectacole comice, satirice.

### Din punct de vedere medical
Râsul forțat, sardonic, sau râsul convulsiv, poate fi considerat în unele cazuri ca un râs patologic, generat de tulburări psihice, fiind simptomele unor boli de natură nervoasă. Din punct vedere medical, râsul cu un efect terapeutic este râsul vesel, relaxant, de unde vine zicătoarea din limba germană Lachen ist gesund = râsul e sănătos. Din punct de vedere social-psihologic răsul excesiv este o izbândă a corpului asupra puterii dominatoare a rațiunii lucide, fapt dovedit la grupe de persoane care râd, prin dinamica râsului sunt refractare la gândiri raționale momentane.
În procesul de vindecare a unor boli râsul (de 3 - 8 minute) joacă un rol important, îmbunătățește starea psihică, reducerea consecințelor stressului, producerea crescută a unor hormoni, endofine prin care se stimulează sistemul imun al organismului, stimularea respirației prin mișcările accentuate a musculaturii abdominale și mușchiului diafragm, un masaj intern care stimulează de asemenea circulația sanguină, cu creșterea concentrației de oxigen din sânge, crește rezistența la oboseală, creându-se o stare generală de euforie.
Rezultate bune au dat folosirea bufonilor pentru a produce ilaritate, voie bună în clinicile de copii.